# Arkesilaos (filosoof)

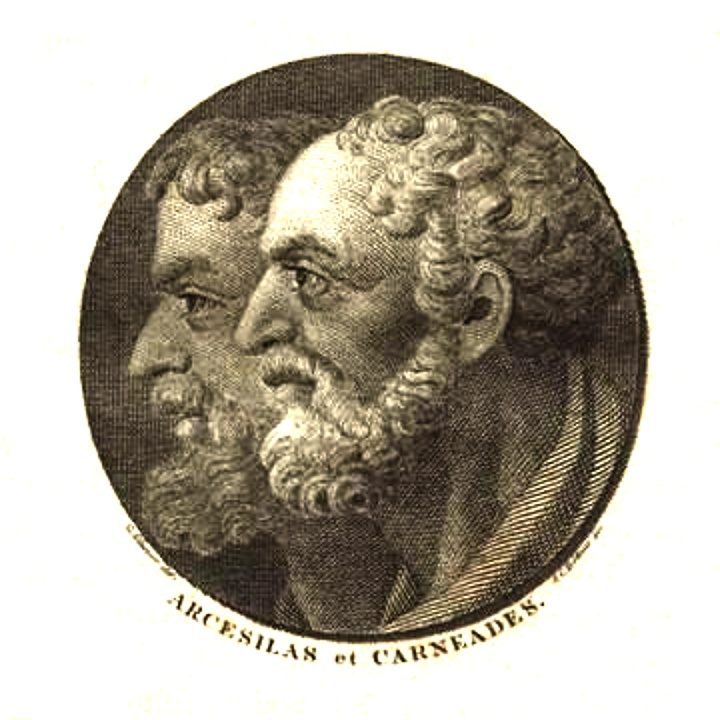
Arkesilaos en Carneades

Arkesilaos (Oudgrieks: Ἀρκεσίλαος, Arkesílaos; gelatiniseerd: Arcesilaus) was een Grieks filosoof en stichter van de Nieuwe Akademie, afkomstig uit Pitane in Aeolië, die leefde van 316/315 tot 241 v.Chr.

## Leven
Als jongeling ging Arkesilaos in leer bij de wiskundigen Autolykos en Hipponikos. Vervolgens studeerde hij retorica in Athene. Daar raakte hij onder de indruk van de leer van Plato en kreeg zo de smaak van de filosofie te pakken. Hij werd leerling van Theophrastus en vervolgens van Crantor. Hij volgde daarnaast ook lessen bij Polemon en Kratès. Vermoedelijk kende hij ook de filosofen Pyrrho, Diodoros en Menedemos. Na de dood van Kratès werd hij door Socratides aangesteld als hoofd van de Akademie. Daarnaast waren er weinig noemenswaardige gebeurtenissen in zijn leven en hij hield zich afzijdig als het publieke of politieke aangelegenheden betrof. Volgens Diogenes Laërtius zou Arkesilaos overleden zijn als een erg ziek man, te wijten zijn geweest aan zijn losbandige levensstijl en zijn excessief drinkgedrag. Deze bewering wordt echter door andere bronnen tegengesproken.
Algemeen wordt aangenomen dat hij voor de Atheners een erg gerespecteerd man was.
Erg uitzonderlijk voor die periode was zijn rijkdom. In tegenstelling tot de meeste andere filosofen uit zijn tijd, was Arkesilaos een erg welgesteld man. Hij zou een erg vrijgevig geweest zijn, die toezag op het welzijn van zijn vrienden. Door Plutarchus werd hij beschreven als een rechtvaardig man, die zelfs gerespecteerd werd door zijn tegenstanders. Hij stierf op 75-jarige leeftijd.

## Leer
Als getalenteerd redenaar, bewonderd door Cicero (Acad. II. VI 16.), streed hij onophoudelijk tegen het Stoïcisme, dat verpersoonlijkt werd door zijn oude medeleerling Zeno van Citium. Hoewel hij zelf nooit werken geschreven heeft, staat hij bekend als een grote dialecticus die het strenge en serieuze dogmatisme van de Stoïcijnen zwaar ondermijnde. Zijn gedachten zijn nadien neergeschreven door zijn opvolger Lacydes en door een van zijn volgelingen Pythodoros.
Hij werd ongetwijfeld beïnvloed door het scepticisme, maar het is vrij zeker dat hij zich op bepaalde vlakken sterk onderscheidde van de Sceptici. Dit omdat Arkesilaos door Timon, een leerling van Pyrrho gehaat werd en het gekend is dat Timon eenieder haatte die geen Scepticus was.
Volgens Cicero keerde Arkesilaos terug naar de gebruiken van de Oude Akademie, met name wilde hij praten over om het even welk willekeurig onderwerp en probeerde hij blootgelegde thesen te weerleggen door vragenreeksen en betogen.

## Kritiek over de kennis
Met zijn gedachtegoed zijn we enkel bekend via zijn debat over het criterium voor waarheid, dat dwars staat op alle andere Hellenistische filosofieën. De Stoïcijnen onderscheidden meerdere graden van kennis:
- De begrijpbare representatie, die een heldere en duidelijke representatie inhield;
- De instemming, die een handeling van de geest is, die een waarachtige waarneming beproeft;
- Het begrip (Catalepsis).

De wijze is dus, volgens Zeno, diegene die enkel zijn instemming geeft aan begrijpbare representaties. Zo is er enkel sprake van zekerheden.
Arkesilaos ontkent echter dat men instemming kan geven aan representaties. Aan representaties geven we, volgens hem, enkel een oordeel. Er zijn bijgevolg geen begrijpbare representaties en de wijze man zal diegene zijn die weigert om iets te affirmeren. Het alternatief dat Arkesilaos voorstelt is dat de wijze ofwel slechts over meningen (doxai) kan beschikken, ofwel dat hij niet overgaat tot affirmatie. Zeno kan de eerste mogelijkheid onmogelijk aanvaarden, aangezien meningen geen ware kennis zijn, maar een gebrek aan weten betreffende hetgeen men wil affirmeren. Bijgevolg moet men, als er geen zekerheid is, alle pretentie op kennis opgeven.
Zijn centrale argument bestaat er in te zeggen dat men ware representaties niet in onze geest kunnen nalaten (Cicero, Acad. II. VI 18.). Het is mogelijk dat Arkesilaos hier denkt aan dromen, aan fouten van de zintuigen, waanzin, etc. Dit zeggen impliceert echter dat het onmogelijk is om te steunen op de gegevenheden uit de zintuigen om zich via een redenering te verheffen tot een ware kennis van de oorzaken en de principes van de dingen. De rede kan ons met andere woorden niets laten kennen, aangezien er geen criterium voor waarheid is.
Met betrekking tot zijn kritiek over de Fysica en de Theologie bij de Stoïcijnen is er nauwelijks informatie bekend. De opvattingen zouden weleens spottend kunnen zijn. (cf. Tertullianus, Ad nationes II 2 en Plutarchos, Adversus Colotès 26.). Ten slotte rest er nog een bespreking van de ethiek, waar Arkesilaos geconfronteerd wordt met een moeilijkheid die eigen is aan het scepticisme.

## De Ethiek
Deze moeilijkheid is dezelfde als die we tegenkomen bij de klassieke sceptici. Als we noch over kennis, noch over geloof beschikken, hoe kunnen we dan nog handelen? Het opschorten van elk oordeel lijkt meteen ook het opschorten van elk handelen te impliceren: Het handelen wordt onmogelijk zonder geloof. Cicero doet melding van dit argument tegen de sceptici en tegen Arkesilaos in het bijzonder (Acad. II. VII 22.), maar informeert ons niet over de achterliggende ethische opvattingen.
Het antwoord van Arkesilaos, waarover bij Sextus Empiricus geschreven wordt (Tegen de geleerden VII 158.), is niet meer dan het criterium dat onze handelingen zich bevinden op het domein van het redelijke (εὔλογος, eulogos). De plicht is dan iets redelijks dat we moeten volgen uit voorzichtigheid, om gelukkig te kunnen zijn.
De vraag blijft dan echter welke betekenis men moet toekennen aan het Griekse woord εὔλογος.
Allereerst weten we dat het woord voor Arkesilaos niet de betekenis had van waarschijnlijkheid. Deze conclusie is logisch wanneer men in rekenschap neemt dat er voor hem geen criterium voor waarheid bestond en dat geen enkele representatie geloofwaardiger was dan een andere. Volgens dat criterium zou waarschijnlijkheid beschouwd worden als een vorm van instemming. Arkesilaos verwerpt echter elke vorm van instemming. Het probabilisme dat de officiële doctrine wordt van de Nieuwe Akademie vindt haar ingang pas bij Carneades.
Het redelijke verwijst bij Arkesilaos eenvoudigweg naar rechtvaardigbare handelingen waarvan de redenen coherent zijn: Dit is een subjectieve overeenkomst van representaties die geen enkele dogmatische affirmatie impliceert. Arkesilaos bewaart - in tegenstelling tot de sceptici - een rol voor de rede en verwerpt de consequenties van het Pyrrhonisme, met name de Adiaphoria en de Ataraxia

## Conclusie
De thesen van Arkesilaos waarmee we bekend zijn, zijn nauwelijks origineel en Epicurus beschrijft hem als iemand die niets nieuws heeft gezegd (Plutarchos, Adversus Colotès 26.). Zijn welbespraaktheid en het manifeste plezier dat hij ondervond van het oreren, doen twijfelen of hij wel een filosoof was en niet eerder een sofist. Men weet niet of hij een echte scepticus was, of dat hij in het geheim toch dogmatiseerde. Volgens Sextus Empiricus (Princ. Pyrr. I 234.) was zijn Pyrrhonisme slechts een dekmantel om de geest van zijn leerlingen te testen, alvorens hen in te wijden in de echte dogma's van de leermeester. Hij zou geveinsd hebben dat hij niets geloofde en zijn twijfel was evenzo een bescherming tegen de aanvallen van zijn tegenstanders.
Het is echter moeilijk te geloven dat een grote dialecticus als Arkesilaos hier angst voor zou hebben gehad. Alle getuigenissen waarover we beschikken (Cicero, Sextus Empiricus, Augustinus van Hippo) hebben een twijfelachtige vorm en ook de getuigenis van Timon - die een schaduw werpt op het leven van Arkesilaos - mag niet over het hoofd gezien worden. Arkesilaos kan dus het best gezien worden, naar alle waarschijnlijkheid, als een sceptische geest uit de Nieuwe Akademie, die we moeten onderscheiden van het Probabilisme uit de latere periode.

## Antieke bronnen
- Cicero, De Academiën
- Sextus Empiricus, Principes van het Pyrrhonisme
- Sextus Empiricus, Tegen de geleerden
- Diogenes Laërtius, Leven en leer van beroemde filosofen

## Voetnoot
1. ↑  Grote delen van de eerste versies van dit artikel zijn een vertaling van Caton (ed.), art. Arcésilas de Pitane, in fr.Wikipedia.org (2004-2005)

- Biblioteca Nacional de España: XX1378501
- Gemeinsame Normdatei: 119557592
- International Standard Name Identifier: 0000 0004 5325 9294
- Library of Congress Control Number: nb2018024087
- Nationale Bibliotheek van Israël: 987011093306905171
- Nationale Bibliotheek van Polen: a0000003799287
- Système universitaire de documentation: 029405041
- Virtual International Authority File: 26144648228401087351
- WorldCat: E39PCjryxPq77m4TXmcDKPKcRq